# Coxcox

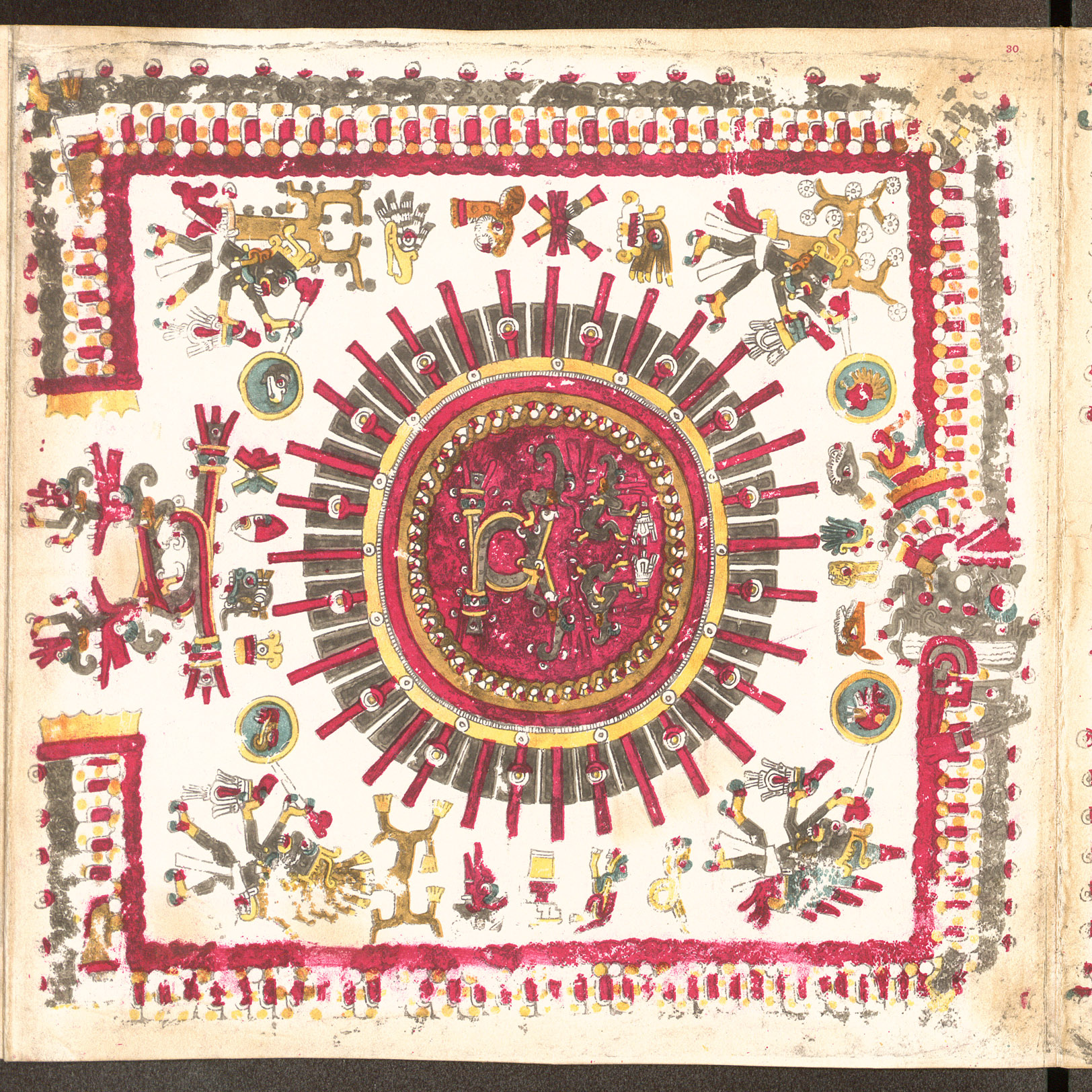
Codex Borgia, l'une des sources d'information les plus importantes sur la mythologie aztèque

Cocox est, dans la mythologie aztèque, le seul survivant, avec son épouse Xochiquetzal, du déluge provoqué par la déesse Chalchiuhtlicue,.

## Mythe
Selon la légende des soleils, relatée dans le Codex Borgia, sous le règne de la déesse Chalchiuhtlicue le ciel était fait d'eau, qu’elle précipita sur la terre, provoquant un déluge universel. ils s’étaient réfugiés dans le creux d'un cyprès qui flotta sur les eaux et s'échoua finalement sur une montagne à Culhuacan. Ils eurent beaucoup d'enfants, mais ils étaient tous muets.
Le Grand Esprit prit pitié d'eux et leur envoya une colombe pour apprendre à parler à leurs enfants ; quinze d'entre eux y parvinrent. Les Aztèques croyaient que les Toltèques et eux-mêmes en étaient les descendants.
Ce mythe es à rapprocher de celui de Nata et Nena, qui en est une version altenative.

## Représentations artistiques
Les peintures aztèques anciennes représentent souvent un bateau flottant sur les eaux à côté d'une montagne. Les têtes d'un homme et d'une femme sont représentées s'élevant dans l'air au-dessus du bateau à côté d'une colombe. Dans sa bouche la colombe porte un symbole hiéroglyphique représentant les langues du monde, qu'elle distribue aux enfants de Coxcox.